# Ludvík Štěpán
Ludvík Štěpán (* 2. února 1943, Dačice – 29. prosince 2009 Brno) byl český spisovatel, novinář, profesor slavistiky na Masarykově univerzitě v Brně.

## Život a dílo
Narodil se v Dačicích na Moravě, jeho život a tvorba byly však spojeny s Brnem. Zde vystudoval střední průmyslovou školu strojnickou. Pracoval jako kontrolor a později projektant v brněnské Královopolské strojírně. Byl rovněž zaměstnán v divadle, potom působil jako novinář v brněnských redakcích Lidové demokracie a Mladé fronty. Od roku 1975 byl spisovatelem a překladatelem z povolání. V letech 1985–1991 studoval polonistiku a bohemistiku na FF MU v Brně (diplomová práce Tradice a současnost polské epigramatiky). Po roce 1989 se vrátil k žurnalistice (mj. působil jako vedoucí pracovník deníků Zemědělské noviny a Demokrat), byl ředitelem umělecké a reklamní agentury (LUSK). Od roku 1995 přednášel externě na Ústavu slavistiky FF MU a od roku 1996 tam působil interně jako odborný asistent, později jako docent (2001 se habilitoval spisem Vývoj žánrového systému polské literatury – od renesance k postmodernismu) a od roku 2007 jako profesor slovanských literatur. Jako člen redakční rady se podílel na časopisech Slavica Litteraria – Literárněvědná slavistika a Opera Slavica – Slavistické rozhledy či Litteraria Humanitas.
Jeho prvotinou byly verše přírodní, cestopisné a milostné lyriky. Štěpánovy povídky a novely byly zpočátku většinou situovány na moravský venkov a jejich dějový rámec byl spjat se snahou postav (obvykle mladých) najít smysl vlastního života a jeho pravou hodnotu. Už od povídkových souborů Květiny jsou tu zbytečné a Znamení břízy se charakteristickým rysem autorových próz stala kompozice členící příběh častými retrospektivami, značná míra lyrizace, zkratkovitosti a metaforický styl. Obdobně je stavěna také novela Vichřice, jejíž hrdina analyzuje svůj podíl viny na tragické smrti dívky. Protipólem k příběhům o dozrávajícím mládí je sbírka povídek Vysoko letí ptáci, v níž přibylo téma samoty a opuštěnosti starších lidí.
V osmdesátých ltech se odhodlal k rozsáhlejším epickým žánrům. V románu o pohraničním moravském městě se pokusil vyrovnat s tematikou okupace (A jinak se pluje po moři), napsal též román z lékařského prostředí s prvky sci-fi (Transplantace). Byl rovněž autorem několika moderních pohádek a prózy pro děti, vyprávějící o prázdninovém dobrodružství klukovské party (Kovbojové z papíru). Vydal také řadu vědeckých publikací z oboru literárněvědné polonistiky, ve kterých se věnoval především genologické problematice (např. Vývoj žánrového systému polské literatury).

## Ocenění

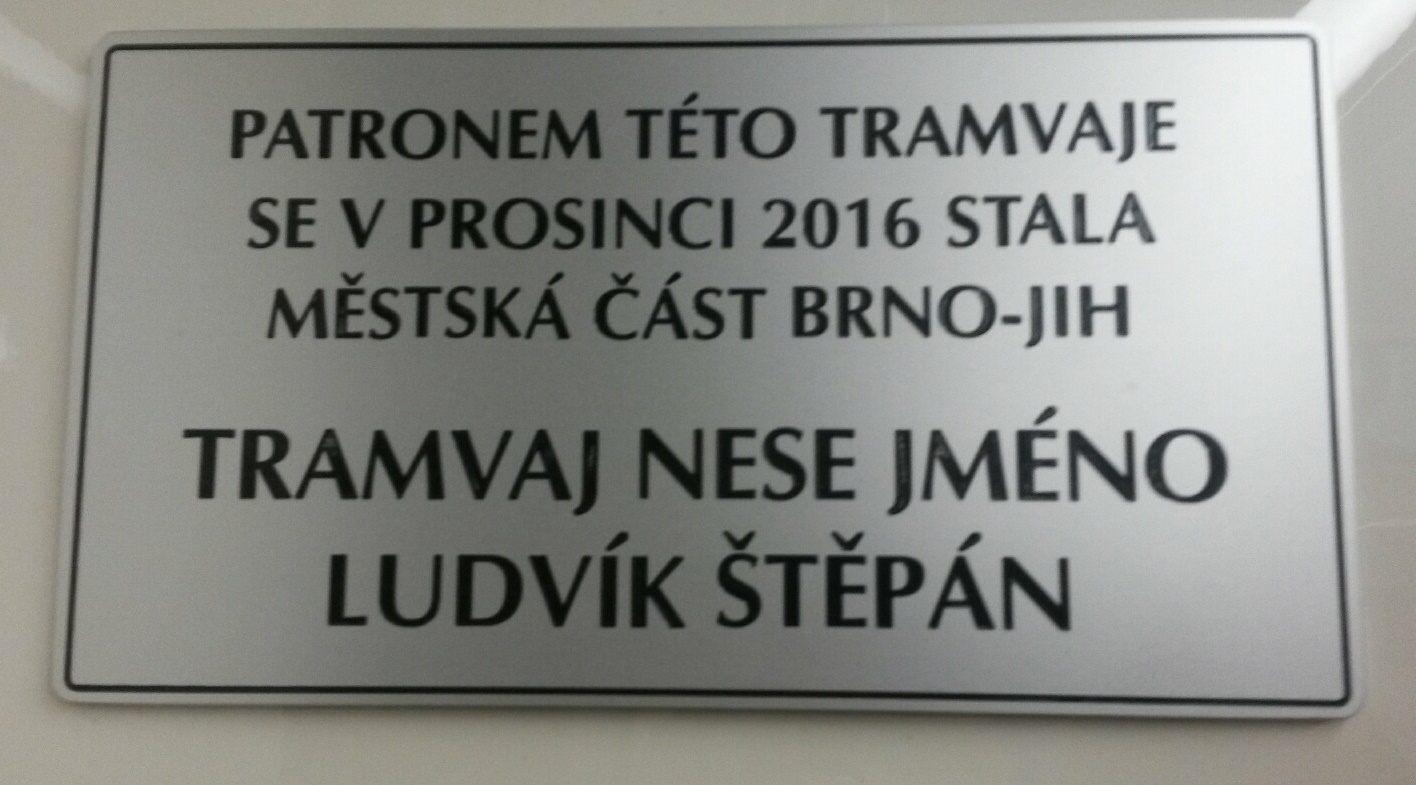
Tabulka se jménem patrona v tramvaji DPMB